# The last element/Miracle Maker
The last element/Miracle Maker（ザ・ラスト・エレメント/ミラクル・メイカー）は、アユミ/Spirit of Adventureによるスプリット・シングル。

## 解説
アユミは、宮崎歩の別名。Spirit of Adventureは、和田光司、前田愛、谷本貴義のユニット名。

## 収録曲
1. The last element 歌:アユミ
作詞:山田ひろし 作曲・編曲:渡部チェル
テレビアニメ『デジモンフロンティア』挿入歌
2. Miracle Maker 歌:Spirit of Adventure
作詞:山田ひろし 作曲・編曲:太田美知彦
プレイステーション用ソフト『デジモンワールド3 新たなる冒険の扉』主題歌
3. The last element (Original Karaoke)
4. Miracle Maker (Original Karaoke)

## 収録アルバム
- デジモンフロンティア ベストヒットパレード (#1)
- デジモン挿入歌ミラクルベストエボリューション (#1)
- DIGIMON HISTORY 1999-2006 ALL THE BEST (#1)
- Show you my brave hearts (#1)